# Chorona-cinza
A chorona-cinza (nome científico: Laniocera hypopyrra) é uma espécie de ave passeriforme da família dos titirídeos (Tityridae). Pode ser encontrada nos seguintes países: Bolívia, Brasil, Colômbia, Equador, Guiana Francesa, Guiana, Peru, Suriname e Venezuela. Os seus habitats naturais são: florestas subtropicais ou tropicais húmidas de baixa altitude.

## Etimologia
O nome feminino do gênero, Laniocera, é composto pelo gênero Lanius e a palavra grega kéras, kérōs (κέρας, κέρως), "chifre" (por exemplo, bico), que significa “com um bico como um Lanius”; o nome específico hypopyrra deriva do grego hypópyros (υπόπυρος, "com fogo secreto" (hypó, abaixo; pyros, fogo).

## Taxonomia e sistemática
A espécie L. hypopyrra foi descrita pela primeira vez pelo naturalista francês Louis Jean Pierre Vieillot em 1817 sob o nome científico Ampelis hypopyrra. Sua localidade-tipo é Caiena, em Guiana (La Guyane, Cayenne). Trata-se de um espécie monotípica. Forma uma superespécie com a chorona-manchada (L. rufescens). Seu gênero foi tradicionalmente colocado na família dos tiranídeos (Tyrannidae); bem como Tityra, Iodopleura, Laniisoma e Pachyramphus na família dos cotingídeos (Cotingidae) e Schiffornis na família dos piprídeos (Pipridae). A Proposta nº 313 ao Comitê Sul-Americano de Classificação (SACC), seguindo os estudos de filogenia molecular de Ohlson et al. (2007), aprovou a adoção da nova família dos titirídeos (Tityridae), que englobou todos os gêneros supracitados.

## Descrição
A chorona-cinza mede entre vinte e vinte e um centímetros de comprimento e pesa de quarenta e um a cinquenta e um gramas. Possui olhos escuros com um anel ocular estreito e alaranjado, bico escuro e patas cinzentas. A cabeça e o bico são arredondados, conferindo ao animal uma aparência semelhante à de uma pomba (columbídeos) ou de um tordo (turdídeos). A plumagem é predominantemente cinza, um pouco mais clara na parte inferior, com penas primárias de tonalidade marrom. As asas apresentam duas fileiras de grandes manchas amareladas, alaranjadas ou caneladas, que formam barras alares quebradas, e há manchas semelhantes nas penas terciárias e nas pontas da cauda. Em alguns indivíduos, há manchas alaranjadas com pontas pretas no peito e na região do crisso, estas últimas tingidas de ruivo e levemente barradas. Os tufos peitorais - geralmente ocultos - são laranja ou amarelo-claro, sendo laranja-avermelhados nos machos e amarelo-limão nas fêmeas. Os sexos são semelhantes. Vive, em média, 4,6 anos.
Os filhotes são alaranjados, cobertos por longas filoplumas que terminam em pontas brancas, e sua aparência lembra as lagartas peludas de mariposas da família dos megalopigídeos (Megalopygidae). Além disso, os jovens movem a cabeça lentamente de um lado para o outro, intensificando a semelhança com uma lagarta em movimento. Pensa-se que este comportamento represente um caso de mimetismo batesiano, em que uma ave inofensiva imita um inseto potencialmente tóxico como forma de proteção. Embora outra espécie, o chibante-assobiador (Laniisoma elegans) também tem filhotes com aparência felpuda, mas faltam observações detalhadas sobre esse segundo caso.

## Distribuição e habitat
A chorona-cinza pode ser encontrada na Bolívia, Brasil, Colômbia, Equador, Guiana, Guiana Francesa, Peru, Suriname e Venezuela, distribuindo-se por toda a bacia amazônica e do Orinoco, incluindo o sudeste da Colômbia, sul e leste da Venezuela (do norte ao sudeste de Sucre), as Guianas, leste do Equador, leste do Peru, norte da Bolívia e Amazônia brasileira (estados do Acre, Amapá, Amazonas, Maranhão, Mato Grosso, Pará, Rondônia, Roraima e Tocantins). Há também uma população isolada no sudeste da Bahia e norte do Espírito Santo, na costa leste do Brasil. No Brasil, em termos hidrográficos, está presente nas sub-bacias no Contas, no Doce, na foz do Amazonas, no Gurupi, no Itapecuru, no litoral do Amapá, Bahia e Espírito Santo, no Paraguaçu, no Madeira, no Negro, no Paru, no Purus, no Solimões, no Tapajós, no Baixo Tocantins, no Trombetas e no Xingu.
A chorona-cinza habita principalmente florestas tropicais e subtropicais úmidas, incluindo florestas de terra firme, florestas secundárias maduras, bordas de mata, igapós alagados e matas ravinas, especialmente em terrenos inclinados ou próximos a áreas pantanosas, barrancos e riachos. Também pode ser encontrada em florestas úmidas sobre faixas arenosas, matas de savana mais extensas e cordões arenosos arborizados em regiões costeiras. Ocorre ainda em vegetação rasteira do tipo savana. Prefere altitudes inferiores a 900 metros, embora na Venezuela não costume ser registrada acima de 500 metros.

## Comportamento

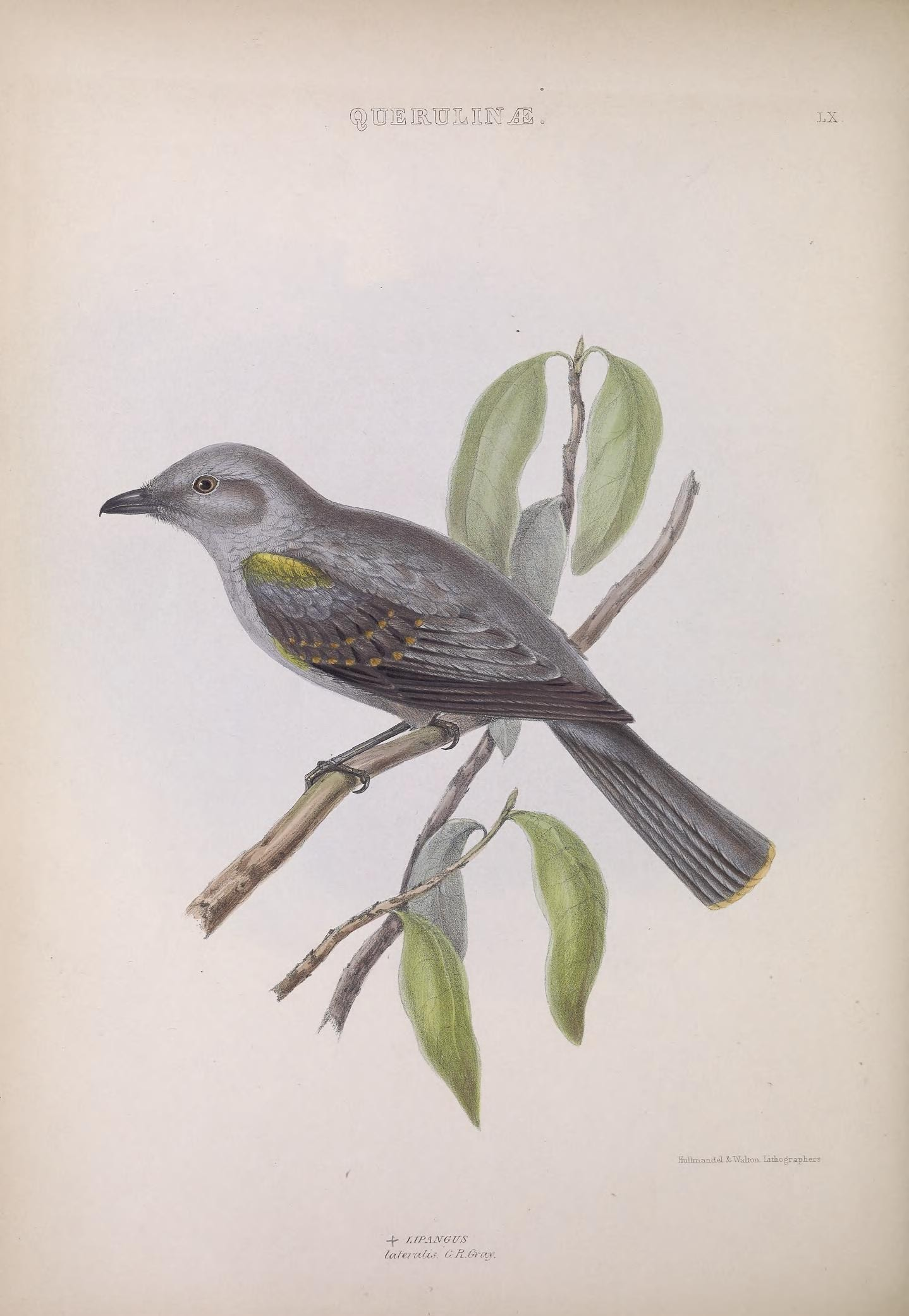
Desenho de 1849

A chorona-cinza alimenta-se principalmente de artrópodes, como lepidópteros e dípteros, além de pequenos lagartos e frutas. Forrageia no sub-bosque ou no meio do dossel, onde coleta itens da folhagem ou dos galhos por meio de curtas investidas, batendo as asas ou pairando brevemente. Pode ser vista procurando alimento sozinha, aos pares ou acompanhando bandos mistos. Trata-se de uma ave geralmente solitária, discreta e raramente observada. Quando pousada, permanece silenciosa e quase imóvel em galhos secos. Eventualmente, lança-se no ar em busca de insetos alados.
A chorona-cinza possui um canto ventríloquo, de longo alcance, que pode ser ouvido à distância. Consiste em uma série de dez a quinze assobios agudos, finos, sonolentos e arrastados, como "tee-o-weeét", com o primeiro assobio frequentemente mais longo, "cheeeeee-a-wee". Também pode emitir uma sequência de três a quatro assobios lamentosos, "teeéuw", e um grito repetido de "weet-jeh". Outra descrição refere-se a um lamento em alta escala, como "tiiyr, tiiouiiiít, tiiouiiit, tiiouiiit...", com até dez "tiiouiiiít" sucessivos, emitidos regularmente a partir de um poleiro. Os cantos costumam ser repetidos persistentemente, mesmo durante o calor do dia, embora geralmente com longas pausas entre as sessões.
Na Bolívia e no Peru, as gônadas da chorona-cinza apresentam aumento entre os meses de setembro e novembro. A nidificação ocorre em setembro, com ninhos construídos entre 1 e 8 metros do solo, geralmente no meio de plantas epífitas. Um ninho descrito no sudeste do Peru consistia em um copo volumoso feito de folhas secas, apoiado entre os galhos de uma samambaia epífita presa ao tronco de uma árvore, a 1,8 metro de altura, em uma árvore de quatro metros sob floresta madura de várzea. O ambiente imediato era relativamente aberto, com pouca cobertura vegetal no sub-bosque e ausência de plantas altas e lenhosas num raio de dois metros. A postura foi de dois ovos, aparentemente incubados por apenas um dos indivíduos.

## Conservação
A União Internacional para a Conservação da Natureza (UICN) classifica o chorona-cinza como pouco preocupante (LC), pois ocorre numa distribuição extremamente grande e não se aproxima dos limiares para Vulnerável sob o critério de tamanho de distribuição (segundo a IUCN, extensão de ocorrência < 20 mil quilômetros quadrados combinada com um tamanho de distribuição decrescente ou flutuante, extensão/qualidade do habitat ou tamanho populacional e um pequeno número de locais ou fragmentação severa). Sabe-se que suas populações estão em tendência decrescente, mas o declínio não é suficientemente rápido para se aproximar dos limiares para vulnerável (> 30% de declínio ao longo de dez anos ou três gerações) e sua população é muito grande, o que igualmente descaracteriza a classificação como vulnerável (< 10 mil indivíduos maduros com um declínio contínuo estimado em > 10% em dez anos ou três gerações, ou com uma estrutura populacional especificada).
Em 2005, a chorona-cinza foi classificada como criticamente em perigo na Lista de Espécies da Fauna Ameaçadas do Espírito Santo; em 2017, como vulnerável na Lista Oficial das Espécies da Fauna Ameaçadas de Extinção do Estado da Bahia; e em 2018, como pouco preocupante na Lista Vermelha do Livro Vermelho da Fauna Brasileira Ameaçada de Extinção do Instituto Chico Mendes de Conservação da Biodiversidade (ICMBio). A chorona-cinza é considerada rara ou localmente razoavelmente comum, sendo abundante e amplamente distribuída no Parque Nacional do Jaú. Enquanto a espécie permanece fora de risco de extinção na Amazônia, a perda de habitat na Mata Atlântica tem levado ao desaparecimento de populações locais.

### Áreas de conservação
A chorona-cinza está presente em várias áreas de conservação:
Estações Ecológicas
- Maracá
- Grão-Pará

Florestas Nacionais
- Amanã
- Carajás
- Tapajós
- Humaitá
- Jamanxim
- Tapirapé-Aquiri
- Trairão

Parques Nacionais
- Amazônia
- Cabo Orange
- Descobrimento
- Pau Brasil
- Viruá
- Jaú
- Mapinguari
- Montanhas do Tumucumaque
- Serra da Cutia
- Serra das Lontras
- Serra do Divisor

Reservas Biológicas
- Sooretama
- Gurupi
- Jaru
- Rio Trombetas
- Traçadal

Reservas Extrativistas
- Baixo Rio Branco-Jauaperi
- Ituxi
- Rio Cajari

Áreas de Proteção Ambiental
- Lago de Tucuruí
- Margem Esquerda do Rio Negro – Setor Aturiá-Apuauzinho
- Margem Esquerda do Rio Negro – Setor Tarumã-Açu-Tarumã-Mirim
- Xeriuini

Florestas Estaduais
- Rio Machado
- Amapá

Reservas Particulares do Patrimônio Natural
- Irara
- Lote Cristalino

Outras Reservas e Áreas Protegidas
- Alto Rio Purus
- Cué Cué/Marabitanas
- Igarapé Lourdes
- Médio Rio Negro II
- Paumari do Lago Marahã Sai-Cinza
- São Marcos – Roraima
- Sarauá